# Ґодзілла проти Конґа
«Ґодзілла проти Конґа» (англ. Godzilla vs. Kong) — американський фільм про монстрів режисера Адама Вінгарда, знятий за сценарієм Террі Россіо. Це четвертий фільм медіафраншизи «MonsterVerse» кінокомпанії Legendary Pictures, який є продовженням стрічок «Ґодзілла ІІ: Король монстрів» (2019) та «Конг: Острів Черепа» (2017), а також 36-й фільм у франшизі «Ґодзілла», дев'ятий фільм у франшизі «Кінг-Конг» та четвертий фільм «Ґодзілла», повністю створений голлівудською студією. У ньому знімались: Александр Скашґорд, Міллі Боббі Браун, Ребекка Голл, Браян Тайрі Генрі, Сюн Огурі, Ейса Гонсалес, Лола Кірке, Джессіка Генвік, Джуліан Деннісон, Кайл Чендлер та Деміан Бічір.
Проєкт був анонсований у жовтні 2015 року, коли Legendary оголосила плани з розширення кінематографічного всесвіту між Ґодзіллою та Кінг-Конгом. Зал сценаристів був зібраний у березні 2017 року, а Вінгард став режисером у травні 2017 року. Основне знімання розпочали у листопаді 2018 року на Гаваях, в Австралії та Гонконзі та завершили у квітні 2019 року. Реліз фільму заплановано на 26 березня 2021 року у Європі, та 31 березня 2021 у США у 2D, 3D та IMAX. Трейлер фільму показали 24 січня 2021 року.

## Сюжет
Через п'ять років після того, як Ґодзілла переміг Кінг Гідору, Кінг-Конг перебуває під наглядом «Monarch», які накрили острів Черепа гігантським куполом. Конга відвідує Джіа, остання з племені іві, усиновлена дослідником Конга Ілен Ендрюс. Джіа глухоніма і спілкується жестовою мовою.
Берні Зейс, співробітник «Apex Cybernetics» і ведучий подкасту про теорії змови, пов'язані з титанами, знаходить дані про підозрілу діяльність компанії. Коли Ґодзілла раптово атакує об'єкт, Берні бачить пристрій, схожий на гігантське око. Після прослуховування подкасту, Медісон Рассел разом зі своїм другом Джошем вирушають на пошуки його ведучого. Генеральний директор «Apex» Волтер Сіммонс домовляється з Натаном Ліндом, теоретиком Порожнистої Землі, щодо її пошуків за допомогою Конга. Спершу Натан вагається, оскільки його брат загинув підчас експедиції до Порожнистої Землі через сильний ефект зворотної гравітації, але погоджується, дізнавшись, що «Apex» розробили спеціальні пристрої для переміщення по подібній поверхні.
Натан зустрічається з Ілен і переконує її дозволити Конгу провести їх до входу в Порожнисту Землю через форпост в Антарктиді. Натан, Ілен та команда Apex на чолі з дочкою Вальтера Майєю вирушають в Антарктиду на модифікованому човні з Конгом, закутим у кайдани, на борту. Раптом Ґодзілла атакує їх і перемагає Конга, але відступає після того, як всі двигуни було заглушено, думаючи, що вони мертві. Щоб уникнути контратаки Ґодзілли, Конга переправляють в Антарктиду повітрям. Прибувши на місце призначення, Джіа переконує його увійти в тунель, а команда слідує за ним.
Медісон і Джош знаходять Берні, і вони разом продовжують розслідування. Вони пробираються в секретний об'єкт «Apex» під землею, але ненароком потрапляють в капсулу з яйцями черепозаврів, яка транспортує їх до Гонконгу по швидкісному тунелю. Там вони бачать Мехаґодзіллу, який перебуває під контролем Рена Серізави, сина покійного Ісіро Серізави. Рен керує Мехаґодзіллою, з'єднуючись нейронними мережами з відрубаною головою Гідори. Однак сила Мехаґодзілли обмежується певними складнощами з джерелами живлення. Волтер має намір використати енергію Порожньої Землі, щоб подолати обмеження Мехаґодзілли.
Усередині Порожнистої Землі Конг та команда знаходять екосистему, схожу на ту, що на острові Черепа. Вони виявляють тронну залу предків Конга, де знаходяться залишки давньої війни з Ґодзіллою, та гігантську сокиру, зроблену зі спинних пластин іншого Ґодзілли. Команда «Apex», попри протести Ілен, намагається транспортувати реліквію з Порожнистої Землі в Гонконг. Ґодзілла, відчувши присутність Мехаґодзілли, прибуває в Гонконг, де за допомогою атомного променя робить тунель прямо до Порожнистої Землі. Конг знищує Майю та команду «Apex», та разом з Ілен, Джіаю та Натаном прибувають в Гонконг, де починається битва Ґодзілла та Конга. Спочатку Конг перемагає Ґодзіллу, але Ґодзілла виходить переможцем, а Кінг-Конг непритомніє.
Охорона хапає Медісон, Джоша та Беррі, яка доставляє їх до Волтера. Попри занепокоєння Рена щодо проблем із джерелами енергії, Волтер наказує йому активувати Мехаґодзіллу, однак той виходить з-під контролю, вбиває Волтера, вражає електричним струмом Рена і атакує Гонконг. Він майже перемагає Ґодзіллу, але за допомогою енергії пристроїв для переміщення у Порожнистій Землі, Натан рятує Конга, а Джі переконує його допомогти Ґодзіллі. Мехаґодзілла майже перемагає обох титанів, але за допомогою лікеру Джош виводить пристрої керування з-під контролю. Ґодзілла та Конг знищують Мехаґодзіллу. Медісон, Берні та Джош зустрічаються з Марком Расселом, а Ґодзілла та Конг розходяться своїми шляхами.
Трохи пізніше «Monarch» створює центр спостереження за Конгом у Порожнистій Землі, де він тепер володарює.

## У ролях
| Актор              | Роль                               |
| ------------------ | ---------------------------------- |
| Александр Скашґорд | геолог Натан Лінд                  |
| Міллі Боббі Браун  | Медісон Рассел                     |
| Ребекка Голл       | Ілен Ендрюс                        |
| Брайан Тайрі Генрі | Берні Хейс                         |
| Ейса Гонсалес      | Майя Сіммонс                       |
| Кайл Чандлер       | Марк Рассел                        |
| Джуліан Деннісон   | Джош Валентайн                     |
| Деміан Бічір       | Вальтер Сіммонс                    |
| Ленс Реддік        | Гільєрмін                          |
| Хакім Кає-Казім    | адмірал Вілкокс                    |
| Чжан Цзиї          | доктор Чен (сцени вирізані)        |
| Джессіка Генвік    | помічниця монарха (сцени вирізані) |

## Виробництво
Творча група
- Адам Вінгард  — режисер
- Кендзи Окухіра — виконавчий продюсер
- Йосіміцу Банно — виконавчий продюсер (посмертно)
- Джон Джашні — виконавчий продюсер
- Томас Талл — виконавчий продюсер
- Джей Ашенфелтер — сопродюсер
- Джен Контрой — сопродюсер
- Тамара Кент — сопродюсер
- Овен Паттерсон — художник-постановник
- Том Геммок — художник-постановник
- Енн Фолі — художник-костюмер
- Джон ДесЖардін — спеціаліст з візуальних ефектів[4]

### Розвиток
У вересні 2015 року кінокомпанія Legendary перемістила «Конг: Острів Черепа» від Universal до Warner Bros., що викликало у ЗМІ припущення, що Ґодзілла і Кінг-Конг з'являтися у фільмі разом. У жовтні 2015 року Legendary підтвердила, що вони об'єднають Ґодзіллу і Кінг-Конга у фільмі «Ґодзілла проти Конга» з запланованим релізом 29 травня 2020 року. Legendary планує створити розширену кінематографічну франшизу, «зосереджену навколо Монарха», яка «об'єднує Ґодзіллу та Кінг-Конга кінокомпанії Legendary в екосистему інших гігантських супервидів, як класичних, так і нових».
Продюсер Алекс Гарсія підтвердив, що стрічка не буде римейком фільму «Кінг-Конг проти Ґодзілли», заявивши, що «ідея полягає не в переробці цього фільму». У травні 2016 року Warner Bros. оголосила, що фільм вийде в прокат 29 травня 2020 року. У травні 2017 року компанія Warner Bros. повідомила, що дата була перенесена на тиждень раніше, з 29 на 22 травня, що пов'язано зі святкуванням Дня пам'яті. Того ж місяця Адам Вінгард був оголошений режисером фільму «Ґодзілла проти Конга».
У липні 2017 року Вінгард розповів про нариси, створені залом сценаристів, наголосивши: «Ми дуже детально переглядаємо всіх персонажів, викривлення, які вони мають, як вони ставляться один до одного, і найголовніше, як вони ставляться до монстрів та як монстри ставляться до них або відображають їх». Він також заявив, що він і його команда збираються опрацьовувати «рядок за рядком», заявивши: «Отже, ще раз, це дискусія і про те, як зробити його максимально сильним, щоб, коли Террі [Россіо] піде писати сценарій, у нього була остаточна розбивка, що можна включити». У серпні 2017 року Вінгард розповів про свій підхід до монстрів, заявивши:
|  | Я дуже хочу, щоб ви віднеслись до цих персонажів дуже серйозно. Я хочу, щоб ви були емоційно інвестовані не лише в людські персонажі, але й монстрів. Це широкомасштабний фільм про бійку монстрів. Є багато монстрів, які шаленіють один від одного, але в кінці дня я хочу, щоб був емоційний драйв до нього. Я хочу, щоб ви були емоційно вкладені в них. Я гадаю, що це буде дійсно круто. |

Вінгард висловив бажання, щоб у фільмі був певний переможець:
|  | Я хочу, щоб там був переможець. Оригінальний фільм був дуже кумедним, однак ви відчуваєте себе трохи розчарованим, що фільм не займає остаточної позиції. Ви знаєте, люди досі сперечаються, хто переміг у тому оригінальному фільмі. Отже, я хочу, щоб люди виходили з цього фільму, відчуваючи, що є переможець. |

### Сценарій
У березні 2017 року Legendary зібрав зал сценаристів, щоб розробити історію для стрічки «Ґодзілла проти Конга» на чолі з Террі Россіо (який працював над сценарієм «Ґодзілли» для TriStar). Команда складається з Патріка Мак-Кея, Дж. Д. Пейна, Ліндсі Бір, Кет Васко, Т. С. Новілін, Джека Паглена та Дж. Майкла Стражинськи. Про свій досвід роботи з залою сценаристів Россіо сказав:
|  | «Ґодзілла проти Конга» був моїм першим досвідом роботи в залі сценаристів і це було фантастично. Це було приголомшливе читання зразків, зустріч з різними сценаристами та створення історії разом. Це було схоже на анімацію, де фільм відбувається на стінах, і кінцевий результат кращий, ніж будь-хто міг зробити самостійно. |

Майкл Даггерті та Зак Шилдс, режисер і співавтори «Ґодзілла: Король монстрів» перероблювали сценарій, щоб переконатися, що певні теми переносяться з «Короля монстрів» та певні персонажі були належним чином розроблені. Даггерті розкрив, як він писав для головних персонажів, і як фільм вирішує їхню взаємодію з людьми. Для Конга Даггерті заявив, що фільм демонструє «ті дуже унікальні, навіть теплі, спокійні моменти» між Конгом і людьми, оскільки вони були головними елементами, починаючи з фільму 1933 року. Для Ґодзілли його зв'язок з людьми був би «більш непрямим», оскільки рідше виявляється його м'яка сторона.

### Пре-продакшен
У червні 2017 року було оголошено, що Чжан Цзиї приєдналась до MonsterVerse кінокомпанії Legendary, зігравши, як повідомляється, "ключову роль в обох частинах: «Ґодзілла: Король монстрів» та «Ґодзілла проти Конга». У червні 2018 року стало відомо, що Джуліан Деннісон працював попліч Вана Мартена, а Міллі Боббі Браун та Кайл Чандлер знову виконали свої ролі з фільму «Ґодзілла: Король монстрів». Legendary також пропонувала роль Франсіс Мак-Дорманд. У липні 2018 року стало відомо, що Данай Гуріра проводила переговори щодо приєднання до фільму. У жовтні 2018 року до складу акторів були додані Браян Тайрі Генрі, Деміан Бічір, Александр Скашґорд, Ейса Гонсалес та Ребекка Голл. У листопаді 2018 року до них приєднались Джессіка Генвік, Сюн Огурі та Ленс Реддік, для Огурі роль стала дебютною у Голлівуді.

### Знімання
Знімання кінострічки розпочали під робочою назвою «Апекс» 12 листопада 2018 року на Гаваях та в Австралії і очікувалось, що завершать в лютому 2019 року. Виробництво спочатку планувалося розпочати 1 жовтня 2018 року. Для роботи на Гаваях група знімала на лінкорі USS Missouri (BB-63), у водоспаді Маноа та в центральній частині Гонолулу. Знімальна група створила табір на шосе Каланіанаоле, яке було зачинене до 21 листопада. Для цього фільму залучали місцеві знімальні групи та масовку. У січні 2019 року знімання відновили у Голд-Коуст, штат Квінсленд, а також воно відбувалося на Village Roadshow Studios у додаткові 26 тижнів.
Місця знімання в Австралії включали середню школу штату Маямі та частини Брисбена, зокрема передмістя Ньюстеда, торговий центр Chinatown в Долині Фортетуз і автостоянка Wickham Terrace. У квітні 2019 року Вінгард підтвердив через Instagram, що знімання в Австралії завершили. Того ж місяця Вінгард підтвердив Гонконг як одне з останніх місць знімання і основне фільмування було завернуто.

## Випуск

### Маркетинг
30 травня 2019 року на Licensing Expo був представлений перший рекламний односторонній постер. 17 червня 2019 року Warner Bros. провів попередній огляд для європейських прокатників на CineEurope.
6 грудня 2020 року на Comic Con Experience 2020 показали короткий уривок фільму, в якому показаного Ґодзіллу, який пливе в океані, та Конга, який ричить біля моря. Пізніше, 16 січня, Warner Bros. показали ще дві секунди із фільму у спільному трейлері їхніх майбутніх фільмів, які вийдуть на HBO Max. 21 січня 2021 року було оголошено про те, що трейлер фільму вийде 24 січня. Також Legendary запустили обліковий запис Twitter під назвою @GodzillavsKong спеціально для фільму.

### Реліз
«Ґодзілла проти Конга» планувалася до випуску 21 травня 2021 року у 2D, 3D та IMAX компанією Warner Bros. Pictures, за винятком Японії, де його розповсюджує Toho. Спочатку реліз фільму був запланований на 22 травня і 29 травня 2020 року. 8 червня 2019 року голова Warner Bros. студії Тобі Еммеріх заявив, що дата може бути перенесена, заявивши: «Він може з'явитися пізніше цього року, тому ми можемо доставити фільм A+». 17 червня 2019 року Warner Bros. оголосила європейським прокатникам на CineEurope, що фільм буде випущений у світі 11 березня 2020 року.
Фільм кілька разів відкладався, і планувався до виходу в прокат у 2020 році на 13 березня, 22 травня, 29 травня та 20 листопада. Пізніше вихід  було перенесено на 21 травня 2021 року через пандемію COVID-19. У лютому 2020 року Warner Bros. провела неоголошений тестовий показ, який отримав «переважно позитивні» відгуки. У грудні 2020 року Warner Bros. анонсувала, що цей фільм разом із іншими, запланованими на 2021 рік, вийде одночасно в прокаті в кінотеатрах і на HBO Max, а його трансляція відбуватиметься протягом одного місяця.
Фільм вийшов на цифрових платформах 21 травня 2021 року, а на DVD, Blu-ray і 4K Blu-ray 15 червня 2021 року. 17 серпня 2021 року фільм було повторно додано на HBO Max.

## Виноски
1. ↑  Американські версії фільмів «Ґодзілла» («Ґодзілла, король монстрів!»), «Ґодзілла знову нападає» («Ґіґантіс, вогняний монстр»), «Кінг-Конг проти Ґодзілли» і «Ґодзілла» (1984) («Ґодзілла 1985») показали додаткові кадри з західними акторами, які було знято невеличкими голлівудськими виробничими компаніями, які об'єднали американські кадри з оригінальними японськими, щоб привабити американську аудиторію[2]. Фільм «Вторгнення Астро-монстра» став першим фільмом про Ґодзіллу, який був спродюсований японською студією (Toho) та американською студією (UPA). Перший фільм про Ґодзіллу, який був повністю вироблений голлівудською студією, став «Ґодзілла» (1998).